# Jaroslav Vaculík (historik)
Jaroslav Vaculík (27. února 1947, Velké Losiny – 5. května 2021, Brno) byl český historik a vysokoškolský pedagog, který se specializoval na dějiny Čechů v zahraničí a na didaktiku dějepisu. Dlouhodobě působil na brněnské Pedagogické fakultě Masarykovy univerzity.

## Život a vědecké působení
Narodil se ve Velkých Losinách na severní Moravě. Rodina do tohoto kraje přišla až v roce 1945 v rámci nového osidlování československého pohraničí. V oblasti se v tomtéž období usadila také řada demobilizovaných volyňských Čechů a jejich rodin. Tento fakt do jisté míry ovlivnil budoucí Vaculíkovo vědecké zaměření.
J. Vaculík vystudoval v letech 1965–1969 obor ruský jazyk a dějepis na Pedagogické fakultě Univerzity Palackého v Olomouci. Po absolutoriu nastoupil od roku 1969 jako učitel na základní devítiletou školu v Sobotíně na Šumpersku, kde působil až do roku 1973, kdy získal místo odborného asistenta na katedře dějepisu brněnské pedagogické fakulty. Na pedagogické fakultě působil Jaroslav Vaculík na různých pozicích až do své smrti (v letech 1990–2000 zástupce vedoucího katedry historie, poté vedoucí katedry).
V roce 1976 obhájil na filozofické fakultě brněnské univerzity rigorózní práci o usídlování volyňských Čechů na severní Moravě v poválečných letech. Později nastoupil do externí aspirantury opět na filozofické fakultě, kterou zakončil v roce 1984 obhájením práce Reemigrace a usídlování volyňských Čechů v letech 1945–1948 a získáním vědecké hodnosti kandidáta historických věd.
Na základě své další pedagogické práce a vědeckého bádání byl Vaculík na návrh děkana filozofické fakulty jmenován v roce 1986 docentem pro obor československé dějiny. (Znovu se habilitoval v roce 2002 na Univerzitě Palackého v Olomouci habilitační prací Reemigrace zahraničních krajanů a jejich usídlování v letech 1945–1950). V roce 2008 se stal profesorem v oboru historie.
Ve vědecké práci se soustředil na dějiny zahraničních Čechů, zejména volyňských Čechů (třídílná monografie Dějiny volyňských Čechů z let 1997–2001, přehled českých minorit v zahraničí Češi v cizině 1850–1938 z roku 2007). Dále se zaměřoval také na didaktiku dějepisu, konkrétně na problematiku učebnic dějepisu.
Od 80. let je zapojen do řady vědeckých projektů doma i v zahraničí (např. v letech 2000–2003 projekt GA ČR Poválečná reemigrace a repatriace, jehož výstupem byly monografie oceněné Cenami rektora Masarykovy univerzity, nebo výzkumný záměr Škola a zdraví pro 21. století). Absolvoval celou řadu akademických stáží na východoevropských univerzitách (Moskva, Kyjev, Varšava, Poznaň, Bratislava a další). Je členem redakčních rad několika odborných periodik a předsedou redakční rady Sborníku prací pedagogické fakulty MU – řada společenských věd. Dlouhodobě se angažoval v akademickém senátu pedagogické fakulty i celé Masarykovy univerzity. Stal se zástupcem pedagogické fakulty MU v Radě vysokých škol ČR a členem komise G5 Fondu rozvoje vysokých škol. Jako předseda poroty sekce dějepisu se podílel na celostátní soutěži Středoškolské odborné činnosti.
Zemřel náhle ve středu 5. května 2021 v Brně ve věku 74 let.